# Élections législatives de 1978 dans les Alpes-de-Haute-Provence
Les élections législatives françaises de 1978 se déroulent les 12 et 19 mars 1978. Dans le département des Alpes-de-Haute-Provence, deux députés sont à élire dans le cadre de deux circonscriptions.

## Élus
| Circonscription | Député sortant | Parti | Parti | Député élu ou réélu | Parti | Parti |
| --------------- | -------------- | ----- | ----- | ------------------- | ----- | ----- |
| 1re             | Marcel Massot  |       | MRG   | François Massot     |       | MRG   |
| 2e              | Claude Delorme |       | PS    | Pierre Girardot     |       | PCF   |

## Résultats

### Résultats à l'échelle du département
| Parti          | Parti                              | Premier tour | Premier tour | Second tour | Second tour | Sièges |
| Parti          | Parti                              | Voix         | %            | Voix        | %           | Sièges |
| -------------- | ---------------------------------- | ------------ | ------------ | ----------- | ----------- | ------ |
|                | Parti communiste français          | 17 159       | 25,41        | 18 149      | 25,97       | 1      |
|                | Parti socialiste                   | 8 906        | 13,19        | Retrait     | Retrait     | 0      |
|                | Mouvement des radicaux de gauche   | 8 123        | 12,03        | 17 610      | 25,20       | 1      |
|                | Union de la gauche                 | 34 188       | 50,62        | 35 759      | 51,16       | 2      |
|                |                                    |              |              |             |             |        |
|                | Rassemblement pour la République   | 11 241       | 16,54        | 16 580      | 23,72       | 0      |
|                | Divers droite                      | 9 921        | 14,69        | 17 553      | 25,11       | 0      |
|                | Union pour la démocratie française | 7 136        | 10,57        |             |             | 0      |
|                | Majorité présidentielle            | 28 298       | 41,90        | 34 133      | 48,84       | 0      |
|                |                                    |              |              |             |             |        |
|                | Divers écologiste                  | 3 537        | 5,24         |             |             | 0      |
|                | Extrême gauche                     | 1 169        | 1,73         | 0           |             |        |
|                | Front national                     | 345          | 0,51         | 0           |             |        |
|                |                                    |              |              |             |             |        |
| Inscrits       | Inscrits                           | 82 542       | 100,00       | 82 535      | 100,00      | 2      |
| Abstentions    | Abstentions                        | 13 611       | 16,49        | 10 709      | 12,98       |        |
| Votants        | Votants                            | 68 931       | 83,51        | 71 826      | 87,02       |        |
| Blancs et nuls | Blancs et nuls                     | 1 394        | 2,02         | 1 934       | 2,69        |        |
| Exprimés       | Exprimés                           | 67 537       | 97,98        | 69 892      | 97,31       |        |

### Résultats par circonscription

#### Première circonscription (Tarbes-Sud - Bagnères-de-Bigorre)
| Candidat       | Candidat             | Parti             | Premier tour | Premier tour | Second tour | Second tour |  |
| Candidat       | Candidat             | Parti             | Voix         | %            | Voix        | %           |  |
| -------------- | -------------------- | ----------------- | ------------ | ------------ | ----------- | ----------- |  |
|                | Pierre Rinaldi       | RPR               | 11 241       | 34,37        | 16 580      | 48,49       |  |
|                | François Massot élu  | MRG               | 8 123        | 24,84        | 17 610      | 51,51       |  |
|                | Raymond Philippe     | PCF               | 7 839        | 23,97        | Retrait     | Retrait     |  |
|                | Louis Lequette       | UDF (MDSF)        | 2 900        | 8,87         |             |             |  |
|                | Jean-Marie Collombon | Divers écologiste | 1 724        | 5,27         |             |             |  |
|                | Pascal Froidevaux    | LO                | 530          | 1,62         |             |             |  |
|                | Jacqueline Chetaille | FN                | 345          | 1,05         |             |             |  |
|                |                      |                   |              |              |             |             |  |
| Inscrits       | Inscrits             | Inscrits          | 40 281       | 100,00       | 40 266      | 100,00      |  |
| Abstentions    | Abstentions          | Abstentions       | 6 850        | 17,01        | 5 290       | 13,14       |  |
| Votants        | Votants              | Votants           | 33 431       | 82,99        | 34 976      | 86,86       |  |
| Blancs et nuls | Blancs et nuls       | Blancs et nuls    | 729          | 2,18         | 786         | 2,25        |  |
| Exprimés       | Exprimés             | Exprimés          | 32 702       | 97,82        | 34 190      | 97,75       |  |

#### Deuxième circonscription (Tarbes-Nord - Lourdes)
| Candidat       | Candidat               | Parti          | Premier tour | Premier tour | Second tour | Second tour |  |
| Candidat       | Candidat               | Parti          | Voix         | %            | Voix        | %           |  |
| -------------- | ---------------------- | -------------- | ------------ | ------------ | ----------- | ----------- |  |
|                | Jean Cabane            | Divers droite  | 9 696        | 27,83        | 17 553      | 49,17       |  |
|                | Pierre Girardot élu    | PCF            | 9 320        | 26,75        | 18 149      | 50,83       |  |
|                | Claude Delorme sortant | PS             | 8 906        | 25,57        | Retrait     | Retrait     |  |
|                | Jean Curetti           | UDF (PR)       | 4 236        | 12,16        |             |             |  |
|                | Pierre Lieutaghi       | Écologie 78    | 1 813        | 5,2          |             |             |  |
|                | Olivia Zémor           | LO             | 639          | 1,83         |             |             |  |
|                | Pierre Schwartz        | Divers droite  | 225          | 0,65         |             |             |  |
|                |                        |                |              |              |             |             |  |
| Inscrits       | Inscrits               | Inscrits       | 42 261       | 100,00       | 42 269      | 100,00      |  |
| Abstentions    | Abstentions            | Abstentions    | 6 761        | 16           | 5 419       | 12,82       |  |
| Votants        | Votants                | Votants        | 35 500       | 84           | 36 850      | 87,18       |  |
| Blancs et nuls | Blancs et nuls         | Blancs et nuls | 665          | 1,87         | 1 148       | 3,12        |  |
| Exprimés       | Exprimés               | Exprimés       | 34 835       | 98,13        | 35 702      | 96,88       |  |